# 中文房间
中文房间（英語：Chinese room），是由美國哲學教授约翰·瑟尔提出的一个思想實驗，借以反驳强人工智能的观点。根据强人工智能的观点，只要计算机拥有适当的程序，理论上就可以说计算机拥有它的认知状态並且可以像人一样进行理解活动。
該實驗出自约翰·罗杰斯·瑟尔的論文《心靈、大腦和程序》（Minds, Brains, and Programs）中，發表於1980年的《行为与脑科学》。

## 實驗概要
中文房间的實驗过程可表述如下：
一个对中文一窍不通，只说英语的人关在一间只有一个開口的封闭房间中。房间裡有一本用英文写成的手册，指示该如何处理收到的中文讯息及如何以中文相应地回覆。房外的人不断向房间内递进用中文写成的问题。房内的人便按照手册的说明，尋找合适的指示，将相应的中文字符组合成对问题的解答，并将答案递出房间。
约翰·瑟尔认为，尽管房里的人可以以假乱真，让房外的人以为他说中文，但事實上他根本不懂中文。在上述过程中，房外人的角色相当于程序员，房中人相当于计算机，而手册则相当于计算机程序：每当房外人给出一个输入，房内的人便依照手册给出一个答覆（输出）。而正如房中人不可能透过手册理解中文一样，计算机也不可能透过程序来获得理解力。既然计算机没有理解能力，所谓“计算机于是便有智能”便更无从谈起了。

## 反面观点
對此，有相反觀點被提出，其內容大致如下：

### 反面观点的論據
所有人都认为人是拥有智能的，而人的智能决策来自于脑细胞的电信号转换，每一个脑细胞并不理解单词的意义，只是简单的缓冲、传递或抑制一个电信号，脑细胞创造了语法规则，创造了决策策略（相当于规则书与不懂中文的人），但是它们并不懂每个单词的意义。而人类却显示出与人沟通的能力。如果按照瑟尔的观点，那麼人类也不存在认知能力，但这与事实是不符的。所以依然可以认为若某段计算机程序，能够完成图灵测试，则说明该段计算机程序具有认知能力。

### 对反面观点的批評
然而，此一觀點也被提出存在兩項根源性謬誤，以至甚至被認為錯誤理解「中文房間」概念。其一為此論過於倚賴「智能决策来自于脑细胞的电信号转换」此一前題，並將人類作出智能决策時，涉及脑细胞电信号转换的現象，錯誤地演繹為「智能决策『唯獨』由脑细胞的电信号转换『所產生』」。此演繹不但從未被證明過，也無足夠證據支持。其次，此說只能推導出「單獨一个脑细胞的缓冲、传递或抑制一个电信号，不能使其理解单词的意义」而已，至於脑细胞（集體）如何创造语法规则、决策策略，是否單純倚靠個別脑细胞的缓冲、传递或抑制电信号等等，並未作出任何合理推論；同時也忽略了「單獨一个脑细胞」與一個擁有智能的人類之間，後者包涵前者、前者與眾多他者組成後者等複雜關係，便直接將「單獨一个脑细胞不理解单词的意义而人類擁有智能」此一現實，用作否定「機器不能透過程序獲得理解能力」與及「智能直接關係於理解能力」的根據，其邏輯難以明白，推演也過於草率。

## 延伸阅读
- The Chinese Room Argument （页面存档备份，存于）, part 4 of the September 2, 1999 interview with Searle Philosophy and the Habits of Critical Thinking（页面存档备份，存于） in the Conversations With History（日语：Conversations with History） series
- Understanding the Chinese Room（页面存档备份，存于）, Mark Rosenfelder
- A Refutation of John Searle's "Chinese Room Argument"（页面存档备份，存于）, by Bob Murphy
- Kugel, P. . Behavioral and Brain Sciences. 2004, 27. doi:10.1017/S0140525X04210044., PDF at author's homepage（页面存档备份，存于）, critical paper based on the assumption that the CR cannot use its inputs (which are in Chinese) to change its program (which is in English).
- Wolfram Schmied. . 2004. arXiv:cs.AI/0403009 .
- John Preston and Mark Bishop, "Views into the Chinese Room", Oxford University Press, 2002. Includes chapters by John Searle, Roger Penrose, Stevan Harnad and 凱文·沃威克.
- 玛格丽特·A·博登, "Escaping from the Chinese room", Cognitive Science Research Papers No. CSRP 092, University of Sussex, School of Cognitive Sciences, 1987, OCLC 19297071, online PDF, "an excerpt from a chapter" in the then unpublished "Computer Models of Mind: : Computational Approaches in Theoretical Psychology", ISBN 0-521-24868-X (1988); reprinted in Boden (ed.) "The Philosophy of Artificial Intelligence" ISBN 0-19-824854-7 (1989) and ISBN 0-19-824855-5 (1990); Boden "Artificial Intelligence in Psychology: Interdisciplinary Essays" ISBN 0-262-02285-0, MIT Press, 1989, chapter 6; reprinted in Heil, pp. 253–266 (1988) (possibly abridged); J. Heil (ed.) "Philosophy of Mind: A Guide and Anthology", Oxford University Press, 2004, pages 253–266 (same version as in "Artificial Intelligence in Psychology")
- John R. Searle, “What Your Computer Can’t Know” (review of Luciano Floridi, The Fourth Revolution:  How the Infosphere Is Reshaping Human Reality, Oxford University Press, 2014; and 尼克·博斯特罗姆, Superintelligence:  Paths, Dangers, Strategies, Oxford University Press, 2014), The New York Review of Books, vol. LXI, no. 15 (October 9, 2014), pp. 52–55.